# フランキー・ゴーズ・トゥ・ハリウッド
フランキー・ゴーズ・トゥ・ハリウッド（Frankie Goes To Hollywood）は、イギリスのバンド。1980年代半ばにセンセーショナルなヒットを放った。

## 略歴
1980年にニュー・ウェイヴ・バンドとして結成。バンド名は、フランク・シナトラが音楽界から映画界に進出することを伝える新聞記事の見出しから派生した「都へ出てきて堕落する」というニュアンスの慣用句的隠語に由来する。トレヴァー・ホーンに見出され、1983年にZTTレーベルからデビューした。メンバーはホリー・ジョンソン(ボーカル)、ポール・ラザフォード(ボーカル、キーボード)、ブライアン・ナッシュ(ギター)、ピーター・ギル(ドラム)、マーク・オトゥール(ベース)。
ホリー・ジョンソンとポール・ラザフォードはゲイであることを公言している。
デビュー曲の「リラックス」はSM行為を描写した歌詞内容や曲中の排尿音などが問題となり、BBCのほか、NHKも含む多くの国の放送局で放送禁止となったが、大ヒットを記録する。曲中のバッキングに使われているビートは、トレヴァー・ホーンが最も強い音と感じたというジョン・ボーナムのドラム音をサンプリングしたものと言われていたが、本人が後に否定し、リン・ドラムであると述べている。
「リラックス」は1980年代を代表するヒット曲としてディスコ系や80's系のコンピレーション・アルバムに収録されていることが多い。日本でもヤクルト「レモリア」のCMソングとしても使用された。また「ココリコミラクルタイプ」のオープニング曲のほか、映画『ボディ・ダブル』ではこのバンドの出演と共に1シーンのBGMとして使われ、映画『ズーランダー』では重要なモチーフとして、ゲーム『Saints Row: The Third』にも使用されている。2017年には9nineによって「Why don't you RELAX?」という題名でカバーされている。
2ndシングル『トゥ・トライブス』は当時の米ソ冷戦と核戦争の危機を歌った楽曲であり、全英チャートで9週連続1位を記録した。またロナルド・レーガンとコンスタンティン・チェルネンコのそっくりさんが土俵上で取っ組み合いをするというミュージック・ビデオも話題を呼んだ。
トレヴァー・ホーンが作り出す最新鋭の刺激的なサウンド、話題性の高い歌詞、ゲイであることをアピールしたセンセーショナルなイメージ戦略によってバンドは一躍時の人となったが、それゆえに「トレヴァー・ホーンの操り人形」「ライブではテープを流すだけで演奏もできない」という批判の声もあった。ミック・ジャガーからは「イギリスのヴィレッジ・ピープルだ」と評されている。人気は長続きせず、1987年にホリー・ジョンソンが脱退し、バンドは活動を停止した。
2003年、音楽番組の企画にて5人が顔を合わせたもののバンドの再結成までには至らなかった。
2004年11月に行われたトレヴァー・ホーンの25周年記念コンサートにて「プレジャードーム」「トゥ・トライブス」「リラックス」を演奏。ホリー・ジョンソンとブライアン・ナッシュは参加せず、代わりにかつてのメンバーのジェド・オトゥール、そしてミュージカルの舞台などで活躍している若手シンガー、ライアン・モロイが参加した。
2005年、バンドは前年と同メンバーでベルギー、アイルランド、イギリス、オランダ等いくつかのフェスティバルでライブを披露する。
2006年、「Forbidden Hollywood（禁じられたハリウッド）」という皮肉を込めたバンド名を採用して20年ぶりのレコーディングに突入するとアナウンスしたポール、マーク、ペッド、ジェド、ライアンの5名だったが、ライアンが脱退したためプロジェクトは頓挫した。
2023年5月7日、リバプールで行われた『ユーロビジョン・ソング・コンテスト2023』の開幕式にて、ホリー・ジョンソン、ブライアン・ナッシュ、ポール・ラザフォード、マーク・オトゥール、ピーター・ギルがバンド解散以来36年ぶりに集い「Welcome To The Pleasuredome」を披露した。

## メンバー
- ホリー・ジョンソン (Holly Johnson) - リード・ボーカル
- ポール・ラザフォード (Paul Rutherford) - バック・ボーカル
- ブライアン・ナッシュ (Brian Nash) - ギター
- マーク・オトゥール (Mark O'Toole) - ベース
- ピーター・ギル (Peter Gill) - ドラムス
- ジェド・オトゥール (Gerard O'Toole) - ギター (2004年 - )
- ライアン・モロイ (Ryan Molloy) - リード・ボーカル (2004年 - )

## 来日公演
- 1985年6月28日 - 30日 東京・厚生年金会館、7月2日 大阪・フェスティバルホール、3日 名古屋市公会堂、4日 東京・サンプラザホール

## ディスコグラフィ

### スタジオ・アルバム
- 『ウェルカム・トゥ・ザ・プレジャードーム』 - Welcome To The Pleasuredome (1984年)
- 『リヴァプール』 - Liverpool (1986年)

### シングル
- 「リラックス」 - "Relax" (1983年)
- 「トゥ・トライブス」 - "Two Tribes" (1984年) ※旧邦題「トゥ・トライブス - フランキーの地球最後の日」
- 「パワー・オブ・ラヴ（愛の救世主）」 - "The Power Of Love" (1984年)
- 「プレジャードーム」 - "Welcome To The Pleasuredome" (1985年)
- 「レイジ・ハード」 - "Rage Hard" (1986年)
- 「ウォリアーズ／ウェイストランド」 - "Warriors (Of The Wasteland)" (1986年)
- 「ウォッチング・ザ・ワイルドライフ」 - "Watching The Wildlife" (1987年)